# Божја рука
Божја рука (шп. La mano de Dios) је био термин којим је аргентински фудбалер Дијего Марадона описао гол који је постигао за Аргентину против Енглеске на Светском првенству 1986. године.
Гол руком је обележио не само једну годину, већ и његову читаву каријеру. На Светском првенству у Мексику (1986) двоструки је стрелац у утакмици Аргентине с Енглеском. Главни судија на утакмици је био Али бин Насер из Туниса. Оба гола Марадоне на тој утакмици се и дан данас препричавају. Код првог је реч о поготку који је Дијего касније назвао Божјом руком. Други је на многим ранг-листама проглашен за најлепши гол свих светских првенстава. Сам је предриблао половину енглеског тима и голмана Шилтона. Енглески коментатор је узвикнуо да је први гол сигурно нерегуларан јер је постигнут руком, али зато други вреди за десет. На том првенству је Аргентину довео до титуле првака света у двобоју са репрезентацијом Западне Немачке (3 : 2).